# 报文交换
报文交换（英語：Message switching），又称存储转发交换，是数据交换的三种方式之一，报文整个地发送，一次一跳。报文交换是分组交换的前身，是由莱昂纳多·克莱洛克于1961年提出的。
报文交换的主要特点是：
- 存储接受到的报文，判断其目标地址以选择路由，最后，在下一跳路由空闲时，将数据转发给下一跳路由。报文交换系统现今都由分组交换或电路交换网络所承载。
- 每一条报文都作为互不相干的实体进行处理。每一条报文都包含地址信息， 一次交换后，报文中的信息会被读取并且下一次交换的传输路径将被确定。
- 根据网络状况，通信选择的传输路径也会不同。 每一条报文都会在下一次交换前被存储（在硬盘上存储时，会受到RAM的限制）。